# Chlorhoda metamelaena
Chlorhoda metamelaena là một loài bướm đêm thuộc phân họ Arctiinae, họ Erebidae.